# Henry Eugen Johns

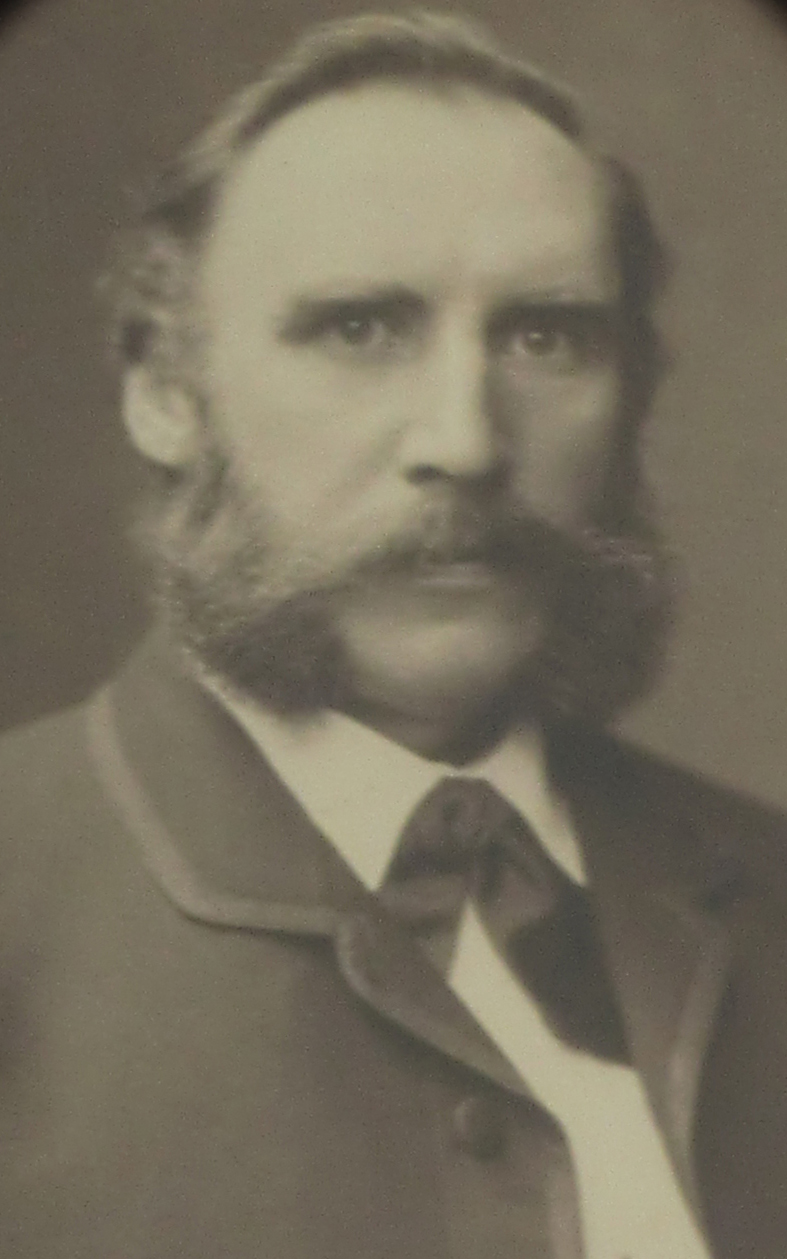
Henry Eugen Johns ca. 1890

Henry “Harry” Eugen Johns (* 24. Januar 1846 in Hamburg; † 23. Dezember 1933 ebenda) war ein Hamburger Schiffbau- und Maschinenbauingenieur.

## Leben und Wirken
Geboren als Sohn des Werftbesitzers Cornelius Christian Hinrich Johns (1820–1901) und seiner Frau, der schottischen Schriftstellerin Annie Wellstood-Johns (1819–1911), studierte er nach Schul- und Lehrzeit an der Technischen Hochschule Karlsruhe und war dann in Kiel und Ruhrort tätig. Daneben erwarb er das Kapitänspatent. Er war Veteran des Krieges von 1870 bis 1871. Er war zunächst drei Jahre als Direktor der Germaniawerft in Kiel tätig (1882–1885), bevor er an die Spitze der Rostocker Neptun Werft berufen wurde. Unter seiner Ägide (1885–1892) gelang es, die Neptun-Werft aus einer tiefen Krise herauszuführen und 1890 in eine Aktiengesellschaft umzuwandeln. Johns war auch maßgeblich dafür verantwortlich, dass die Werft erstmals eine Bark aus Stahl baute und sich somit technologisch an die Spitze des deutschen Schiffbaus setzte. 
1892 machte er sich mit seinem eigenen Schiffbaubüro in Hamburg selbständig. In diesen Jahren war er als Sachverständiger der Handelskammer und Konstrukteur für die Deputation für Handel, Schifffahrt und Gewerbe tätig. Ferner war er Mitglied der Seeberufsgenossenschaft und Beisitzer des Seeamtes. Als technischer Experte beriet er die Klassifikationsgesellschaften aus Großbritannien, den USA, Italien und Japan.
Johns hatte mit seiner Frau Margarethe (1867–1952) die Söhne Henry (1894–1942) und Curt Max (1898–1983). 
Johns war verwandt mit dem Hamburger Senator Eduard Johns.